# Marie-Madeleine Mborantsuo
Marie-Madeleine Mborantsuo (* 18. April 1955 in Franceville, Gabun) ist eine gabunische Juristin und Präsidentin des Verfassungsgerichtes der Republik Gabun. Sie hat das Amt seit der Gründung des Gerichtes 1991 inne.

## Ausbildung
Marie-Madeleine Mborantsuo besuchte die Katholische Schule St-Hilaire in Franceville, das Collège Notre-Dame de la Salette in Koula-Moutou und das Lycée d'Etat de Franceville, wo sie ihr Abitur ablegte. Danach studierte sie Jura an der Université Nationale du Gabon (der späteren Omar-Bongo-Universität) und machte einen Abschluss als Magister. Mborantsuo studierte am Institut international d'administration publique in Paris und an der Université Panthéon-Assas und schloss das Studium mit einem Diplom ab (Diplôme d'Etudes Approfondies en Finances Publiques, Fiscalité et Droit Constitutionnel).

## Politische Karriere
Zurück in Gabun arbeitete sie zunächst als Beraterin des Planungsministers (ministre de la Planification) und lehrte nebenbei Jura an der Universität. 1983, im Alter von 28 Jahren, erhielt sie einen Sitz im Supreme Court von Gabun. 1991 übernahm sie das höchste Amt des Verfassungsgerichts Gabuns. Politisch ist die Position relevant, da das Gericht die Vakanz des obersten Staatsamtes feststellt und Neuwahlen ansetzen kann.
Ihre Entscheidung, nach der Erkrankung des Staatspräsidenten Ali-Ben Bongo Ondimba und dessen Verschwinden seit dem 24. Oktober 2018 aus der Öffentlichkeit die Verfassung zu ändern und als Vertreter den Vize-Präsidenten Pierre Claver Maganga Moussavou statt der Senatspräsidentin zu bestellen, führte zu inneren Unruhen, heftigen Protesten von Seiten der Opposition und Irritationen im Ausland.

## Privates
Vor ihrer politischen Karriere arbeitete sie als Model und wurde zur Schönheitskönigin der Provinz Haut-Ogooué gewählt. Marie-Madeleine Mborantsuo hat zwei Kinder von Omar Bongo und ein weiteres aus einer anderen Beziehung.

## Auszeichnungen
- Commandeur der Légion d’honneur (Frankreich)
- Grand-croix  des Ordre de l'Étoile équatoriale (Gabun)
- Grand officier  des Ordre National du Mérite  (Gabun)
- Chevalier des Ordre National du Mérite (Zentralafrika)

## Publikationen
- La contribution des Cours constitutionnelles à l'Etat de droit en Afrique. Paris: Economica 2007. ISBN 978-2-71785307-0